# Robo coronario
El término robo coronario (que, junto con los síntomas, se denomina también síndrome de robo cardiaco) define a un fenómeno en el que una alteración de los patrones de circulación conlleva a una reducción en el flujo de sangre dirigida a la circulación coronaria del corazón. Se produce cuando existe un estrechamiento de las arterias coronarias y, al administrar un medicamento vasodilatador, las zonas que no sufrieron el estrechamiento inicial logran dilatarse en mayor proporción que las arterias afectadas, "robando" la sangre desde las partes estrechas del corazón. Por lo tanto, la dilatación de los vasos sanguíneos en la circulación coronaria hace que la sangre se desvíe de los vasos coronarios que suministran las zonas isquémicas, creando más isquemia.

## Agentes causales
Se asocia con dipiridamol. Por lo tanto, el dipiridamol es un éxito diagnóstico, pero un fallo terapéutico debido al fenómeno de robo coronario.
El robo coronario es también el mecanismo de la mayoría de los medicamentos basadas en pruebas de esfuerzo cardíaco. Cuando un paciente es incapaz de hacer actividad física se les da un vasodilatador que produzca un "síndrome de robo cardiaco" como un procedimiento de diagnóstico. El resultado de la prueba es positiva si reaparecen los síntomas del paciente o si se observan alteraciones del ECG.
También se asocia con la administración de isoflurano, que es un anestésico inhalado. La hidralazina puede potencialmente causar esta condición, dado que es un vasodilatador arteriolar directo.
Se ha asociado también con nitroprusiato.

### Otras causas
Fístula arteriovenosa coronaria entre la arteria coronaria y otra cámara cardiaca, como, el seno coronario, la aurícula derecha, o el ventrículo derecho; puede causar el síndrome de robo en condiciones como el infarto de miocardio y la angina de pecho o posibles arritmias ventriculares, si la derivación es grande en magnitud.
También se puede asociar con los nuevos patrones de crecimiento de vasos sanguíneos.